# Pourriez-vous pas me dire ?
Pourriez-vous pas me dire ?, op. 55, est une œuvre de la compositrice Mel Bonis, datant de 1901.

## Composition
Mel Bonis compose sa mélodie Pourriez-vous pas me dire ? pour voix et piano sur un poème d'Amédée-Louis Hettich. L'œuvre, dédiée à Mme Winter-Cottin, est publiée aux éditions Leduc en 1901. Elle est rééditée aux éditions Armiane en 2004 puis en 2014.

## Analyse
L'œuvre fait partie d'un corpus de mélodies qui s'inspire des Vers à chanter d'Amédée-Louis Hettich, paru en 1899.

## Discographie
- The Music of Mel Bonis, Et'cetera Records, 2015
- Mel Bonis, l'œuvre vocale, Doron musique, 2006

## Sources
- Étienne Jardin, Mel Bonis (1858-1937) : parcours d'une compositrice de la Belle Époque, 2020 (ISBN 978-2-330-13313-9 et 2-330-13313-8, OCLC 1153996478, lire en ligne)